# Pål Trulsen
Pål Trulsen (n. 19 aprilie 1962, Drøbak⁠(d), Akershus, Norvegia) este un jucător de curl ce a reprezentat Norvegia, medaliat olimpic. A participat la 3 ediții ale Jocurilor Olimpice (1992, 2002, 2006) în care a câștigat o medalie de aur.